# Archieparchie Přemyšl-Varšava
Archieparchie Přemyšl-Varšava (polsky Archieparchia przemysko-warszawska, ukrajinsky Перемишльсько-Варшавська архієпархія) je jedinou metropolitní archieparchií Ukrajinské řeckokatolické církve na území Polska se sídlem v Přemyšlu (s katedrálou sv. Jana Křtitele) a konkatedrálou Zesnutí sv. Bohorodice ve Varšavě. Její sufragánní diecézí jsou Eparchie Vratislav-Koszalin a Eparchie Olštýn-Gdaňsk.